# Tim Commerford
Timothy Robert Commerford, né le 26 février 1968 à Irvine (Californie), également appelé Timmy C., Y.tim.K, Simmering T, Tim Bob, ou tim.com, est le bassiste de Rage Against the Machine, Audioslave et Prophets of Rage.

## Enfance
Timothy Commerford est né le 26 février 1968 et est le cadet d'une famille de 5 enfants, fils d'un ingénieur en aéronautique et d'une mère mathématicienne. Il grandit à Irvine, Californie, où il rencontre son ami Zack de la Rocha de deux ans plus jeune à l'école primaire.
D'ailleurs, c'est Zack qui pousse le jeune Tim âgé de 15 ans à se mettre à la basse. La basse lui sert en même temps d'exutoire face à une situation familiale très difficile durant cette même période : sa mère vient de découvrir qu'elle a un cancer et son père, nullement attendri par la nouvelle, divorce pour épouser une autre femme. Malheureusement, Tim ne peut qu'assister à la mort de sa mère, tuée par sa tumeur au cerveau en 1988, alors qu'il a tout juste 20 ans.

## Carrière musicale

### Rage Against the Machine
Il est invité à rejoindre le nouveau groupe Rage Against the Machine par son ami Zack de La Rocha qui manquait d'un bassiste après avoir réuni le guitariste Tom Morello et le batteur Brad Wilk. Grand amateur de jazz, mais avec une philosophie moins virulente que celle de Zack et de Tom Morello, la musique le pousse plus que le message rebelle du groupe.

### Audioslave
À la séparation de Rage Against the Machine, Tim se retrouve avec ses acolytes Morello et Wilk dans le groupe Audioslave dont le chanteur sera Chris Cornell, ex-chanteur de Soundgarden. Ils sortiront trois albums.

### Prophets of Rage
Tim est le bassiste du supergroupe Prophets of Rage de 2016 à 2019.

## Technique
À la fois grand amateur de jazz, fan de hip hop (grande influence de Cypress Hill et de NWA qu'on retrouvera dans les choix de reprises de l'album Renegades) et de rock (dont Jimi Hendrix), Tim Commerford est réputé pour son groove, la puissance et la qualité de ses effets (dans Calm Like a Bomb par exemple).
Il utilise principalement deux Jim Dunlop Cry Baby 105Q Bass Wah comme pédales mais aussi une Marshall Guv'nor (avec Rage Against the Machine de 1991 à 1998) ainsi qu'une BOSS DD-3, une BOSS OC-2, une MRX Phase 90 avec RATM et plus récemment une Aphex Punch Factory avec Audioslave.
Son jeu est très varié, alliant rapidité, puissance et technique (le slap sur Take the Power Back par exemple), a fait de Rage Against the Machine l'une des sections rythmiques les plus réputées parmi les groupes de nu metal/fusion des années 1990.

## Équipement
- Ci-dessous les basses et amplis utilisées par Tim Commerford durant sa carrière musicale :

Il a utilisé une Rickenbacker 4001.
Basses avec Rage Against the Machine :
- Ernie Ball Music Man StingRay de 1991 à 1995
- de nombreuses Fender Jazz Bass modifiées entre 1995 et 2000

 Basses avec Audioslave
- de nombreuses Fender Jazz Bass modifiées.

Depuis 2008, Tim joue sur 4 basses Lakland (une Joe Osborn Signature noire, la principale basse pour les concerts, deux 3-Tone Translucent Joe Osborn Signature ainsi que plus récemment une Blonde Translucent Joe Osborn Signature.
Il utilise trois amplis Ampeg SVT-II Pro Heads ainsi que 3 Ampeg SVT Cabinets.

## Discographie

### Avec Rage Against the Machine
- Rage Against the Machine (1992)
- Evil Empire (1996)
- Live and Rare (1998)
- The Battle of Los Angeles (1999)
- Renegades (2000)
- Live at the Grand Olympic Auditorium (2003)

### Avec Audioslave
- Audioslave (2002)
- Out of Exile (2005)
- Revelations (2006)

### Avec Prophets of Rage
- The Party's Over (2016)
- Prophets of Rage (2017)